# Steigviliai
Steigviliai – wieś na Litwie, w okręgu szawelskim, w rejonie pokrojskim, w gminie Żejmele. W 2011 roku liczyła 76 mieszkańców.
Położona jest 4 km na północ od wsi Ūdekai. Przez wieś biegnie droga nr 211.

## Historia

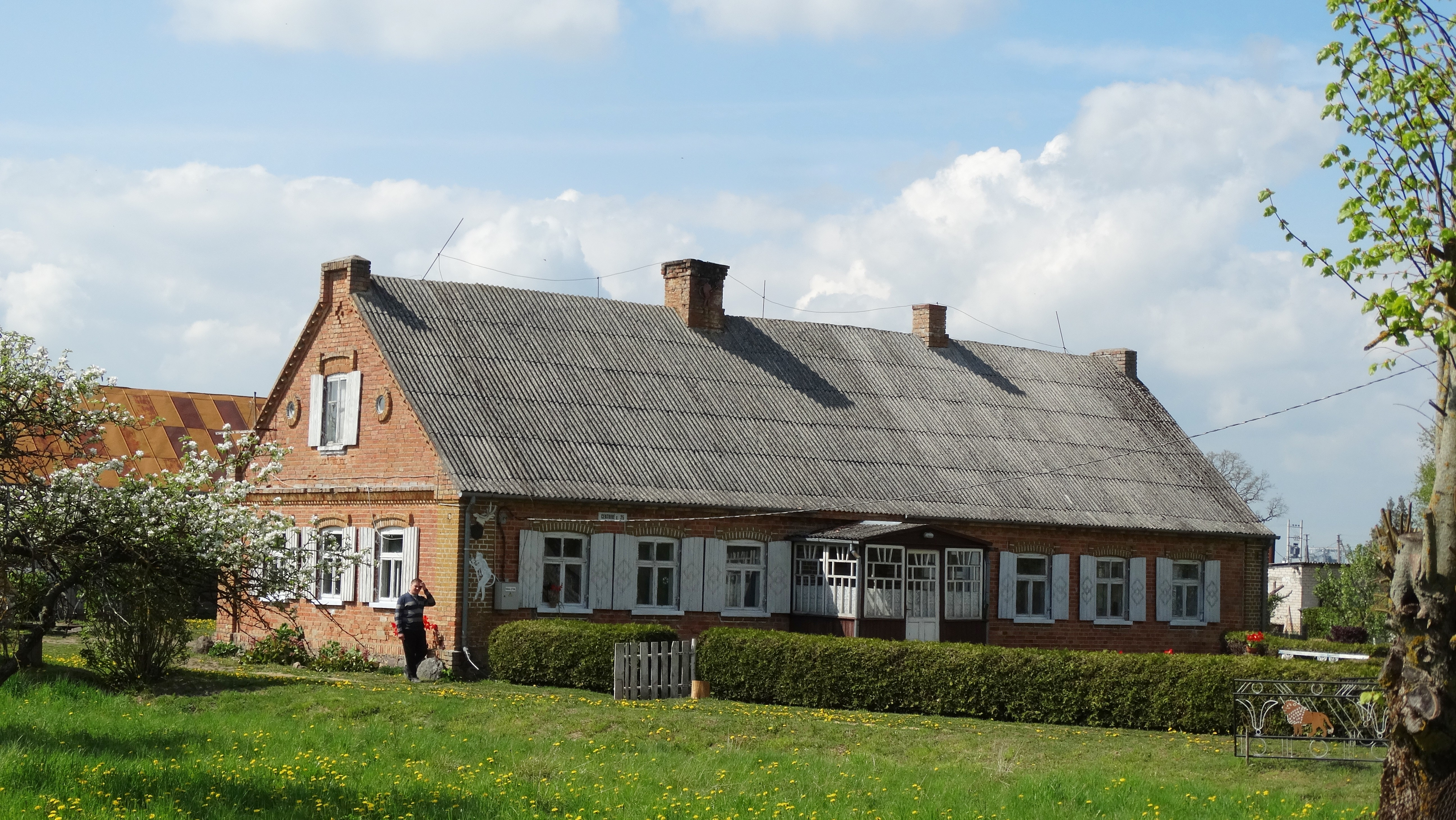
Murowany dom w Steigviliai

W Wielkim Księstwie Litewskim miejscowość leżała w powiecie upickim, w województwie trockim i była siedzibą niegrodowego starostwa (stejgwilskiego vel stęgwilskiego), które było kolejno w posiadaniu rodzin: Ciechanowieckich herbu Dąbrowa, Puzynów herbu Oginiec, Mrozowickich herbu Prus III i Karpiów herbu własnego.
Ważniejsi starostowie stejgwilscy (stęgwilscy): Feliks Nikodem Ciechanowiecki, chorąży brasławski, Michał Puzyna, pisarz wielki litewski, Adam Mrozowicki, regimentarz wojsk koronnych, Feliks Polanowski herbu Pobóg, skarbnik bełski i Benedykt Karp, chorąży upicki.
Pod koniec XIX w. wieś w powiecie poniewieskim w guberni kowieńskiej.

## Ludzie
We wsi urodził się Karl Pojello, litewski zawodowy wrestler.